# Yessongs
Yessongs is het eerste livealbum van de Britse progressieve-rockband Yes. Het album is opgenomen tijdens de Close to the Edge-tournee, met uitzondering van twee nummers die tijdens de tournee rond Fragile zijn opgenomen. Oorspronkelijk besloeg het album drie lp's, tegenwoordig is het te koop als dubbel-cd.
De twee nummers die zijn opgenomen tijdens de Fragile-tournee, te weten Perpetual Change en Long Distance Runaround zijn de enige waarbij meegespeeld wordt door Yes' oorspronkelijke drummer Bill Bruford. Deze verliet de band na de opnamen voor het album Close to the Edge. Bill Bruford werd vervangen door Alan White, die volgens de legende in drie dagen het complete Yes-repertoire heeft geleerd.
Yessongs ontving positieve kritieken van de muziekpers en bleek ook commercieel gezien een succes. In het Verenigd Koninkrijk topte het album op nummer 7.

## Tracklist
1. "Opening (Excerpt from "Firebird Suite")" - 3:47
2. "Siberian Khatru" - 9:03
3. "Heart of the Sunrise" - 11:33
4. "Perpetual Change" - 14:11
5. "And You and I" - 9:33
6. "Mood for a Day" - 2:53
7. "Excerpts from "The Six Wives of Henry VIII" (Rick Wakeman) - 6:37
8. "Roundabout" - 8:33
9. "I've Seen All Good People" - 7:09
10. "Long Distance Runaround"/"The Fish (Schindleria Praematurus)" - 13:37
11. "Close to the Edge" - 18:13
12. "Yours Is No Disgrace" - 14:23
13. "Starship Trooper" - 10:17

## Bezetting
- Jon Anderson - zang
- Chris Squire - basgitaar en zang
- Steve Howe - gitaar en zang
- Rick Wakeman - piano en synthesizer
- Bill Bruford - drums (nummer 4 en 10)
- Alan White - drums (alle andere nummers)